# X-Men: Mutant Wars
X-Men: Mutant Wars ist ein Action-Videospiel, das auf dem gleichnamigen Heldentruppe aus den Marvel Comics basiert.

## Inhalt
Eine Gruppe von Cyborgs terrorisiert die Erde. Wolverine, Storm, Cyclops, Iceman und Gambit glauben, dass Magneto dahintersteckt. Die Truppe müssen Magneto aufhalten, damit die Erde gerettet ist.

## Spielprinzip
Man kann im Spiel als Wolverine, Storm, Cyclops, Iceman und Gambit steuern. Die Charaktere können während des Spiels jederzeit geändert werden. Außerdem besitzt jeder Charakter seine eigene Spezialfähigkeit. Das Spiel besitzt neun Levels und in jedem Level gibt es einen Bossgegner. Auch hat das Spiel ein Boss-Rush, wo man gegen alle Bossgegner hintereinander besiegen muss.

## Rezeption
X-Men: Mutant Wars erhielt überwiegend schlechte bis durchschnittliche Kritiken. GameRankings gab dem Spiel und sagte, es sei besser als X-Men: Mutant Academy auf dem Game Boy Color. Hauptsächlich kritisiert wurde die frustrierende Steuerung und die langen Bosskämpfe. Trotz der Kritik lobten einige den Soundtrack.